# Tour de Suisse 1975
Die 39. Tour de Suisse fand vom 12. bis 20. Juni 1975 statt. Sie wurde in zehn Etappen und einem Prolog über eine Distanz von 1.629,1 Kilometern ausgetragen.
Gesamtsieger wurde der Belgier Roger De Vlaeminck. Die Rundfahrt startete in Baden mit einem Bergzeitfahren als Prolog und 77 Fahrern, von denen 59 Fahrer am letzten Tag in Affoltern ins Ziel kamen.

## Etappen
| Etappe     | Tag      | Start – Ziel           | km   | Etappensieger      | Gesamtwertung      |
| ---------- | -------- | ---------------------- | ---- | ------------------ | ------------------ |
| Prolog     | 12. Juni | Baden (BZF)            | 3,7  | Roger De Vlaeminck | Roger De Vlaeminck |
| 1. Etappe  | 12. Juni | Baden – Frick          | 179  | Roger De Vlaeminck | Roger De Vlaeminck |
| 2. Etappe  | 13. Juni | Frick – Oftringen      | 199  | Ottavio Crepaldi   | Roger De Vlaeminck |
| 3. Etappe  | 14. Juni | Oftringen – Murten     | 179  | Roger De Vlaeminck | Roger De Vlaeminck |
| 4. Etappe  | 15. Juni | Murten – Täsch         | 228  | Bert Pronk         | Roger De Vlaeminck |
| 5. Etappe  | 16. Juni | Täsch – Lugano         | 221  | Roger De Vlaeminck | Roger De Vlaeminck |
| 6. Etappe  | 17. Juni | Lugano – Silvaplana    | 152  | Giancarlo Bellini  | Roger De Vlaeminck |
| 7. Etappe  | 18. Juni | Silvaplana – Laax      | 168  | Andrés Oliva       | Roger De Vlaeminck |
| 8. Etappe  | 19. Juni | Laax – Frauenfeld      | 174  | Eddy Merckx        | Roger De Vlaeminck |
| 9. Etappe  | 20. Juni | Frauenfeld – Affoltern | 105  | Roger De Vlaeminck | Roger De Vlaeminck |
| 10. Etappe | 20. Juni | Affoltern (EZF)        | 20,4 | Roger De Vlaeminck | Roger De Vlaeminck |